# Fatal Move
Fatal Move (Duo shuai) est un film policier hongkongais de Dennis Law avec pour vedettes Sammo Hung, Danny Lee et Simon Yam. Il est sorti en 2008 et n'a été distribué en France qu'en DVD.

## Synopsis
Au beau milieu d'une guerre de gang violente, une série de malchances menace le destin d'une triade et de son propre chef. Entre les deux parrains tente de s'interposer un inspecteur de la police hongkongaise...

## Fiche technique
- Scénario, réalisation et production : Dennis Law

## Distribution
- Sammo Hung : Lin Ho-lung
- Simon Yam : Lin Ho-tung
- Wu Jing : Lok Tin-hung
- Danny Lee : inspecteur Liu Chi-chung